# MR 2 Kits

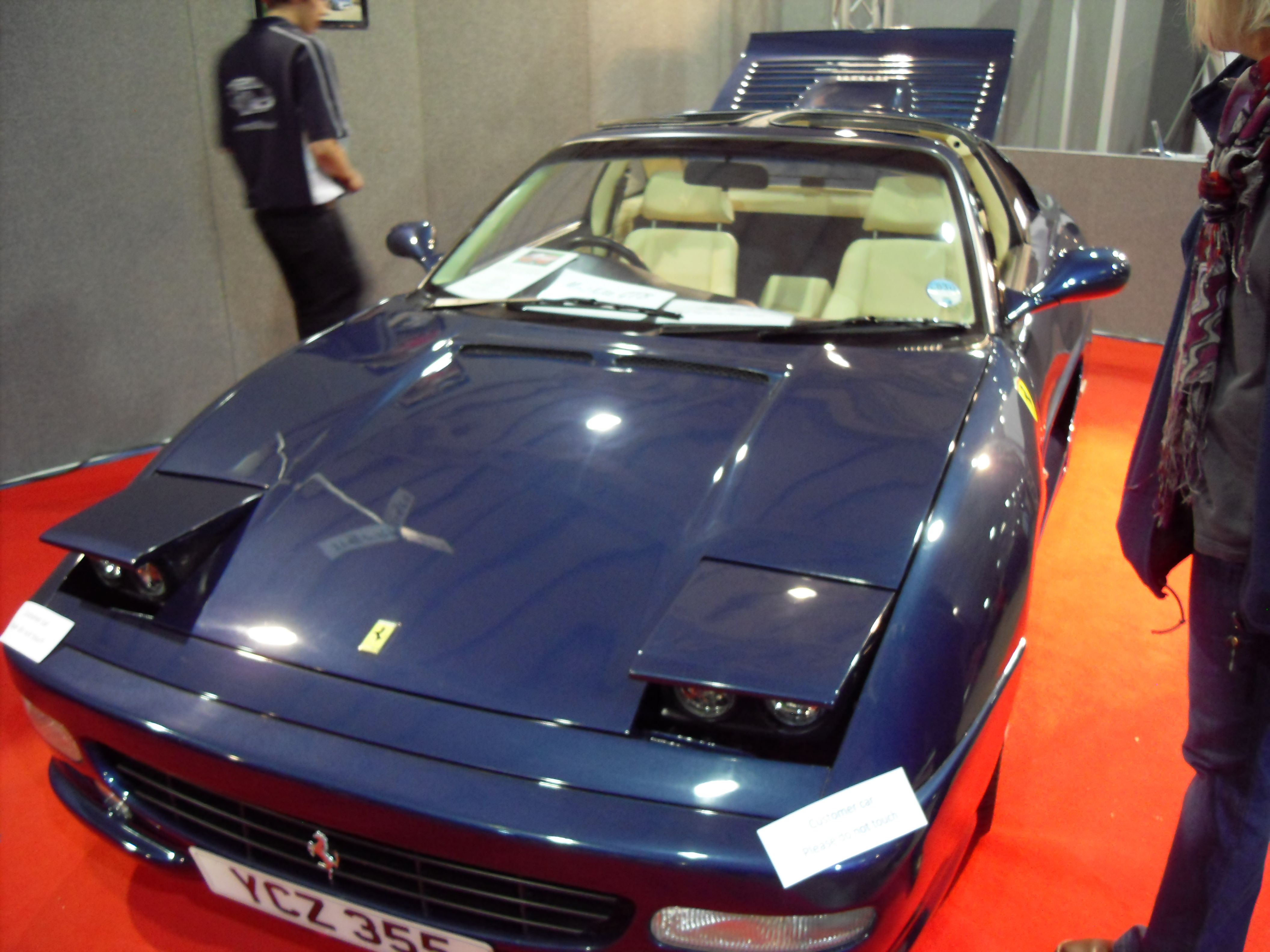
MR 2 Kits GTB

MR 2 Kits ist ein britischer Hersteller von Automobilen.

## Unternehmensgeschichte
David Jones gründete 2002 das Unternehmen in Gloucester in der Grafschaft Gloucestershire. Er begann mit der Produktion von Automobilen und Kits. Der Markenname lautet MR 2 Kits. Steve Bicker übernahm 2011 das Unternehmen und verlegte den Sitz nach Ferndown in Dorset. Insgesamt entstanden bisher über 170 Exemplare.

## Fahrzeuge
Als erstes Modell erschien 2002 der GTA. Dies ist die Nachbildung des Ferrari 360 als Coupé. Die Basis bildet der Toyota MR 2. Von diesem Modell entstanden bisher etwa 60 Fahrzeuge.
Ebenfalls seit 2002 steht der GTB im Angebot. Diese Nachbildung des Ferrari F 355 hat die gleiche Basis. Vorher fertigte Roy Kelly Kits & Classics dieses Modell. Es fand bisher etwa 75 Käufer.
Der GTF kam 2008 auf den Markt. Auch diese Nachbildung des Ferrari F 430 basiert auf dem Toyota MR 2. Bisher entstanden etwa 35 Exemplare.
Der GTC wurde 2010 auf der Stoneleigh Kit Car Show präsentiert. Dieses Cabriolet auf Basis des Toyota Celica ähnelt dem Aston Martin Vantage. Das Fahrzeug blieb ein Einzelstück.
Der GTD auf gleicher Basis hatte ein eigenständiges Design. Auch von diesem Modell entstand zwischen 2010 und 2011 nur ein Fahrzeug.